# Leuchtturm Blankenberge
Der heutige Leuchtturm Blankenberge, auch Comte Jean Jetty genannt, wurde zwischen 1950 und 1954 in der belgischen Hafenstadt Blankenberge, Bezirk Brügge gebaut. Bis 2009 war im Gebäude unter dem Turm ein Schifffahrtsmuseum untergebracht.
Ein Leuchtturm in Blankenberge wurde bereits 1337 erwähnt. Der bisherige Leuchtturm wurde zwischen 1870 und 1872 erbaut und 1944 von den deutschen Besatzern gesprengt. Davor, von 1817 bis 1872, befand sich auf der inzwischen abgerissenen Festung Napoleon ein Leuchtturm.

## Galerie

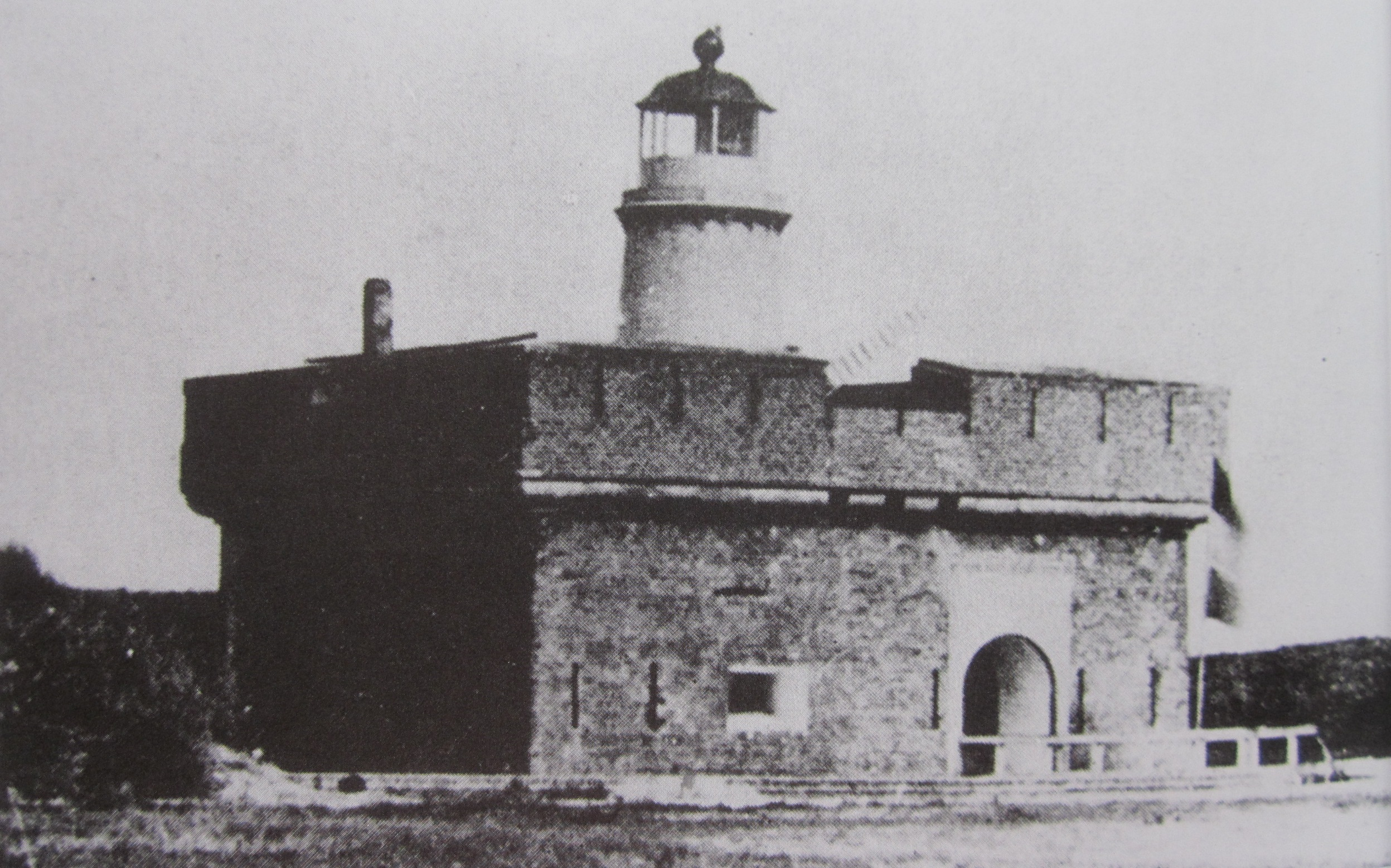
Leuchtturm Fort Napoleon (1817–1873)
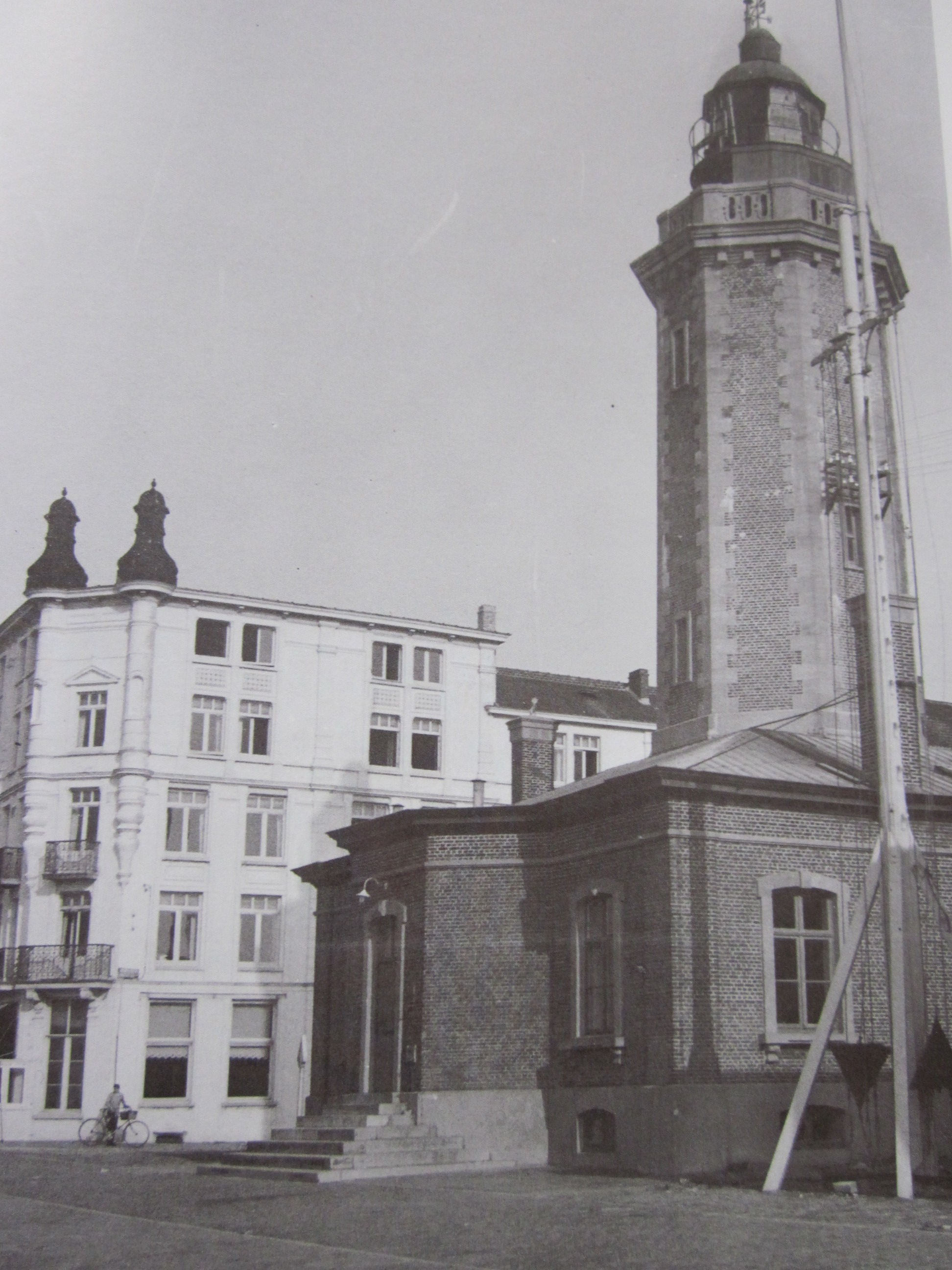
Leuchtturm 1872–1944
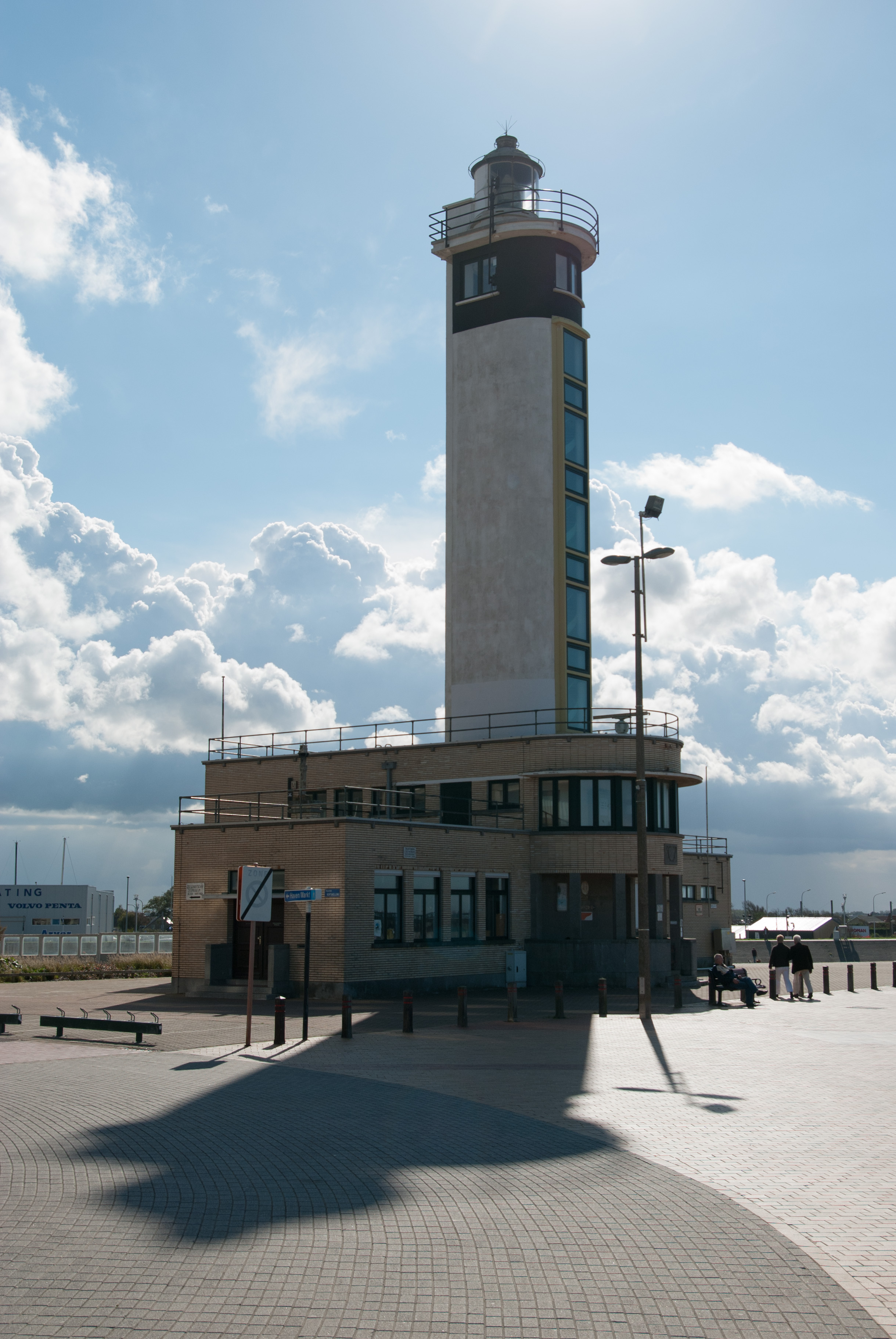
Der heutige Leuchtturm (ab 1954)
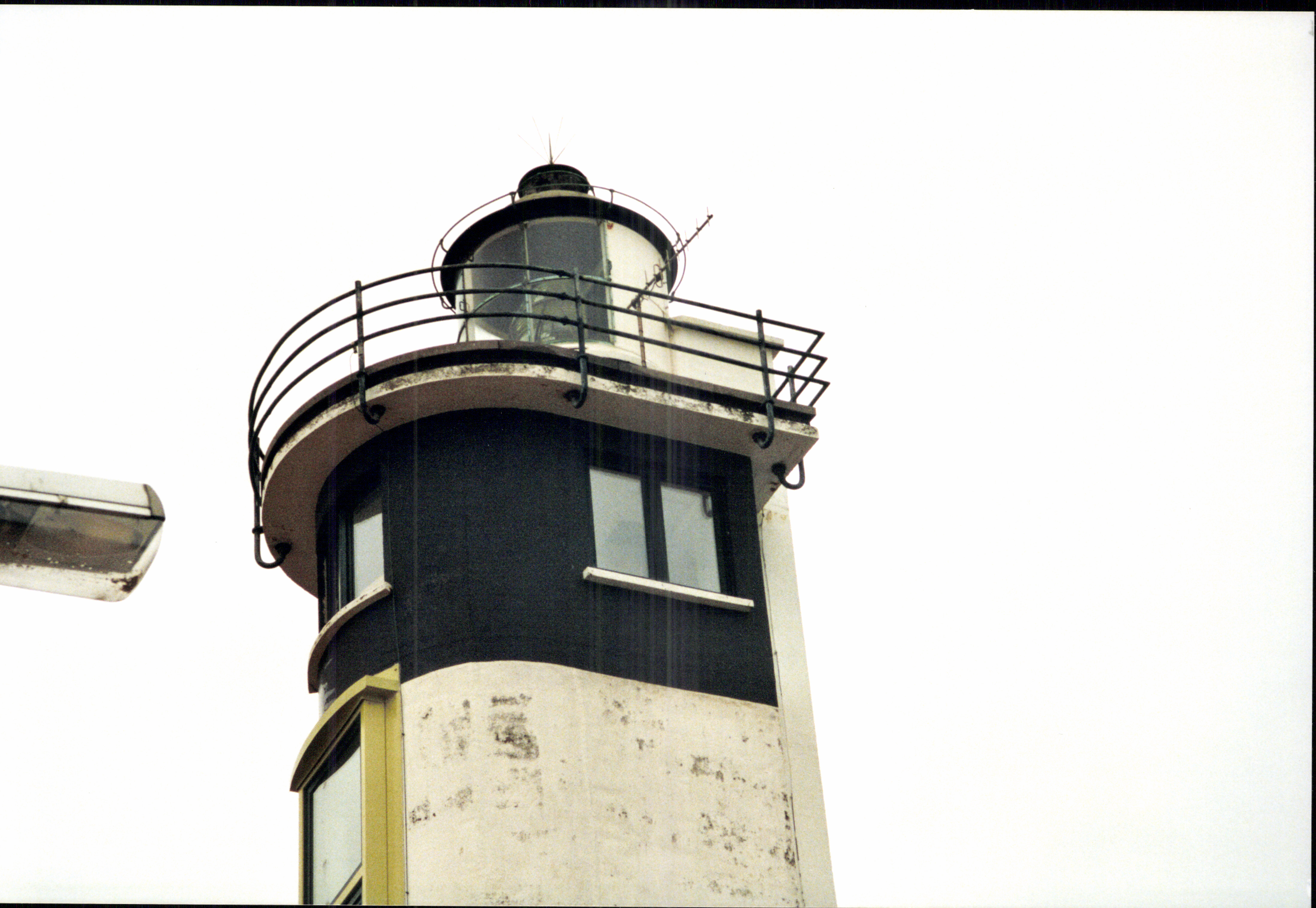
Lampenhaus und Galerie